# La promessa dell'alba (romanzo)
La promessa dell'alba (La promesse de l'aube) è un romanzo autobiografico dello scrittore francese di origine lituana ed ebraica Romain Gary. In italiano il libro  è stato pubblicato inizialmente con il titolo La promessa (1962), tradotto da Marcello Venturi. A partire dal 2006, con la stessa traduzione, ma con il titolo più conforme all'originale, è stato pubblicato da Neri Pozza.

## Trama
Mina ha un passato di attrice come Mina Borisovskaja e ne è particolarmente fiera. Vive sola con il figlio Roman e sin dalla più tenera età il bimbo è stato oggetto delle fatiche materne, ma anche delle sue idee e fissazioni. Piena di iniziative, Mina riesce a trovare i mezzi per far vivere in un certo agio il figlio, dal quale si aspetta un avvenire prodigioso. È decisa a farne un grande violinista, un cantante, un ballerino. Ogni volta però il piccolo non rivela il talento necessario e soffre per quello che non può dare. Ma i motivi più cocenti di vergogna e di terrore avvengono quando Mina, in lite con chiunque altro (è molto litigiosa), raccoglie un pubblico di gente e, ponendo nel mezzo il bambino, annuncia che egli sarà il futuro Napoleone, o Voltaire o Victor Hugo, e accusa i presenti di non sapere a chi stanno parlando.

È innamorata della Francia e non trascura nulla per fare di suo figlio un francese. Tutto in quel Paese è superiore, meraviglioso, invitto: 
 In tal modo, dopo un lungo periodo di permanenza a Wilno e uno più breve a Varsavia, madre e figlio ottengono il permesso di emigrare in Francia, dove si stabiliscono a Nizza. Ormai è certo: Roman Kacev, divenuto Romain, sarà un grande scrittore, un diplomatico, un eroe. Invece la povertà e le origini straniere perseguitano questo "beniamino della sorte" che deve nascondere alla madre i continui rifiuti degli editori a pubblicarlo. Non ottiene neppure il grado di sottotenente alla fine del corso di addestramento e, per evitare alla madre questo ulteriore scacco, le racconta che ha sedotto la moglie di un alto ufficiale (il quale si è vendicato bocciandolo).
Il rapporto tra i due si complica di piccole e grandi bugie, oltre che di imbarazzo per i comportamenti e per la salute della mamma, divenuta anche diabetica. Arruolato nell'aviazione, Romain affronta il periodo bellico aggregandosi agli espatriati francesi accolti in Gran Bretagna; non subisce ferite gravi e ammira incondizionatamente Charles De Gaulle. Ma non intreccia rapporti con donne: l'unica è lei, la mamma, le cui lettere e gli imprevisti regali lo raggiungono ovunque. E proprio in questo periodo scrive il suo primo libro, Education européenne, che gli assicura fama e rispetto.
Quando finalmente torna, con tutte le promesse mantenute (il libro, le decorazioni, un ruolo diplomatico e l'indiscussa vittoria francese), il suo primo pensiero è per lei, ma non trova nessuno. Sapendo che si era rifugiata in Svizzera, apprende che la mamma era morta più di tre anni prima. Consapevole della sua sorte, aveva per precauzione scritto duecentocinquanta lettere al figlio, incaricando poi un'amica di spedirgliele regolarmente.

## Opere derivate
Dal romanzo sono stati tratti due film e una versione teatrale:	
- Nel 1970  è realizzato il film Promessa all'alba (Promise at Dawn), con Melina Mercouri e diretto da Jules Dassin[3].
- Nel 2017 esce il film La promessa dell'alba (La promesse de l'aube), con Charlotte Gainsbourg e diretto da Éric Barbier[4]
- Nel 2011, Bruno Abraham-Kremer e Corine Juresco mettono in scena l'adattamento teatrale de La promesse de l'aube[5][6].

## Edizioni in italiano
- Romain Gary, La promessa: traduzione di Marcello Venturi, Milano: C. Del Duca, 1962
- Romain Gary, La promessa dell'alba, traduzione di Marcello Venturi, Vicenza: Neri Pozza, 2006
- Romain Gary, La promessa dell'alba, traduzione di Marcello Venturi, Vicenza: BEAT, 2017